# Jozef Feranec
Jozef Feranec (14. března 1910 – 3. května 2003) byl slovenský katolický duchovní, v letech 1973–1990 14. biskup banskobystrický.

## Život
Biskup Feranec byl jeden z biskupů vnucených katolické církvi komunistickým režimem v roce 1973. Společně s biskupem Vranou se nejvíce kompromitoval spoluprací se Sdružením Pacem in terris (SKD-PIT), které podporoval i po vydání dekretu Quidam episcopi, který kněžím členství v takovýchto sdruženích zakazoval. V obhajobě Sdružení setrval dokonce i po sametové revoluci, tento postoj si podržel až do své smrti.
Jozef Feranec si společně s několika dalšími představiteli SKD-PIT nechal udělit čestný doktorát teologie na bratislavské bohoslovecké fakultě. Proti tomu protestoval u československých úřadů velký kancléř fakulty, biskup Július Gábriš, který se též obrátil se stížností v této věci na Svatý stolec. Ten prohlásil Ferancův doktorát za neplatný.
Dne 14. února 1990 biskup Feranec rezignoval na svůj úřad.